# Stijn Depypere
Stijn Depypere (24 juli, 1991) is een Belgisch zwemmer gespecialiseerd in de vrije slag. 

## Belangrijkste resultaten
| Jaar | Olympische Spelen | WK langebaan  | WK kortebaan  | EK langebaan  | EK kortebaan                                                          |
| ---- | ----------------- | ------------- | ------------- | ------------- | --------------------------------------------------------------------- |
| 2012 | geen deelname     |               | geen deelname | geen deelname | 25e 50m vrije slag · 4x50m vrije slag · Depypere zwom enkel de series |
| 2013 |                   | geen deelname |               |               | geen deelname                                                         |
| 2014 |                   |               | geen deelname | geen deelname |                                                                       |
| 2015 |                   | geen deelname |               |               | 56e 50m vrije slag 4e 4x50m vrije slag Depypere zwom enkel de series  |

## Persoonlijke records
Bijgewerkt tot en met 30 juli 2013

### Kortebaan
| Afstand         | Tijd  | Datum           | Plaats |
| --------------- | ----- | --------------- | ------ |
| 50m vrije slag  | 22.12 | 20 oktober 2012 | Aachen |
| 100m vrije slag | 49.20 | 30 juli 2013    | Leuven |

### Langebaan
| Afstand         | Tijd  | Datum           | Plaats    |
| --------------- | ----- | --------------- | --------- |
| 50m vrije slag  | 22.94 | 14 januari 2012 | Wezenberg |
| 100m vrije slag | 50.62 | 26 juli 2013    | Wezenberg |